# Ukraina (stacja telewizyjna)
Ukraina (ukr. Україна) – ukraiński prywatny kanał telewizyjny, uruchomiony 13 marca 1993 roku, który koncentruje się na wyświetleniu tematyki wszechstronnej. Właścicielem tej stacji jest Media Grupa Ukraina. Kanał jest udostępniony przez telewizję naziemną w formacie 16:9, kablową, satelitarną – w wersji SD 576i oraz cyfrową telewizję naziemną (DVB-T2) – w multipleksie MUX-1.